# (35181) 1993 TO38
1993 TO38 (asteroide 35181) é um asteroide da cintura principal. Possui uma excentricidade de 0.18870630 e uma inclinação de 5.32541º.
Este asteroide foi descoberto no dia 9 de outubro de 1993 por Eric Walter Elst em La Silla.